# Leopold De Schepper
Leopold De Schepper (Stalhille, 4 mei 1902 - Brugge, 19 september 1983) of Deschepper, was een Belgisch arts, volksvertegenwoordiger en senator.

## Levensloop
Deze boerenzoon uit Stalhille, de gemeente waar ook de Brugse burgemeester Victor Van Hoestenberghe geboren werd, volgde de Grieks-Latijnse humaniora aan het Sint-Lodewijkscollege in Brugge en eindigde in het retoricajaar 1921. In zijn klas bevonden zich onder meer Robrecht Stock, Daniel Ryelandt en andere later bekende Bruggelingen.
Hij promoveerde in 1928 tot doctor in de genees-, heel- en verloskunde aan de Katholieke Universiteit Leuven. Hij was actief in de studentenclub Moeder Brugse en was er van 1925 tot 1927 preses. Hij volbracht specialisatiejaren in Amsterdam en Parijs.
De Schepper vestigde zich in Brugge en trouwde met Cecile Thooris (1905-1979). dochter van een bekende huisarts. Het gezin bleef kinderloos. De Schepper werd in 1932 weldra wetsdokter en bleef dit voor zijn hele verdere loopbaan.

## Politiek
Na de Tweede Wereldoorlog stortte Leopold De Schepper zich in de actie ter verdediging van koning Leopold III. Dit bracht hem als vanzelf tot een kandidatuur op de lijst van de Christelijke Volkspartij voor de gemeenteraad en hij werd verkozen. Hij behield dit mandaat tot in 1958.
Weinige weken later werd hij bij de wetgevende verkiezingen verkozen tot volksvertegenwoordiger en bleef dit eveneens tot in 1958. Van 1958 tot 1961 was hij provinciaal senator.
In zijn parlementair werk bekommerde hij zich voornamelijk om de volksgezondheid en het gezin. Ook culturele aangelegenheden interesseerden hem.
Hij werd ook in 1932 aangesteld als medisch schoolinspecteur en werd lesgever bij het Rode Kruis. Hij werd voorzitter van de plaatselijke afdeling van deze organisatie. 

## In het gezelschapsleven
Naast andere activiteiten, was De Schepper decennialang de actieve voorzitter en mecenas van de Brugse tennisclub Azalea. Hij was ook nog bestuurslid in verschillende andere sportverenigingen, onder meer in Cercle Brugge. Hij was ook van nabij betrokken bij de activiteiten van verschillende vaderlandslievende verenigingen.
Hij was vijftig jaar actief in het Rode Kruis van België, onder meer als lesgever en voorzitter van de Brugse afdeling. Vanaf 1932 was hij medisch schoolinspecteur in Brugge.
Thuiszitten was niets voor hem. Tot op hoge leeftijd bracht hij ongeveer elke avond door, vaak met zijn vrouw en met enkele vrienden, aan de stamtafel in het Hotel de Londres op 't Zand.